# WWE Brawl
WWE Brawl avrebbe dovuto essere un videogioco picchiaduro sviluppato da Blue Tongue Entertainment e pubblicato da THQ per PlayStation 3, Xbox 360 e Wii su licenza della federazione di wrestling statunitense della WWE.
Il gioco sarebbe dovuto uscire nel 2013 ma venne cancellato in seguito al fallimento di THQ.

## Caratteristiche
Vari lottatori della WWE, rappresentati con grafica cartoonesca, avrebbero combattuto in una serie di match senza regole, approfittando dei loro particolari super-poteri e di una straordinaria velocità.

## Roster
| Uomini         | Donne       |
| -------------- | ----------- |
| Edge           | Kelly Kelly |
| John Cena      |             |
| The Miz        |             |
| Sheamus        |             |
| Triple H       |             |
| The Undertaker |             |